# Авторадиография

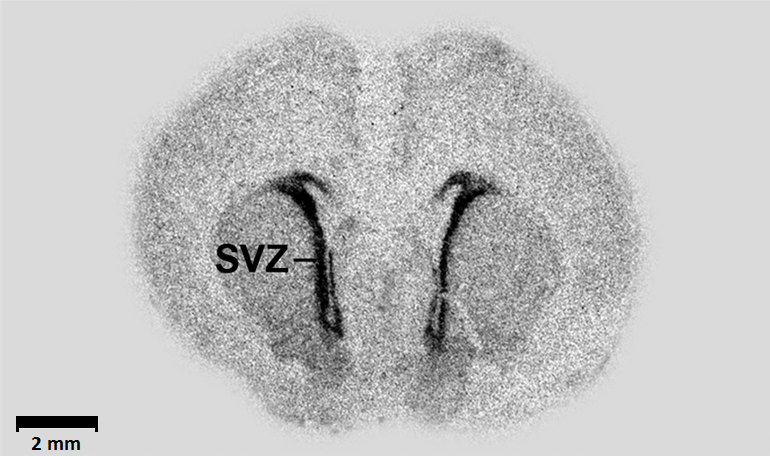
Авторадиограмма среза эмбрионального мозга крысы. Высокая концентрация маркера, связывающего ГАМК-производящий фермент GAD67, наблюдается в районе субвентрикулярной зоны (SVZ). Изображение из статьи Popp et al., 2009.

Авторадиография (радиоавтография) — метод изучения распределения радиоактивных веществ в исследуемом объекте

## Техника исследования
Плёнка (фотоматериал) с чувствительной к радиоактивному излучению фотоэмульсией накладывается на поверхность или срез объекта. 
Для получения распределения тех или иных веществ в объекте используют маркирование нужных молекул изотопным индикатором. Радиоактивные вещества, содержащиеся в объекте, как бы сами себя фотографируют (отсюда название). 
После проявления места затемнения на плёнке соответствуют локализации радиоактивных частиц. 

## Применение
Метод используется в медицине, технике, а также в биологии, например, для изучения процессов фотосинтеза, где прослеживается след радиоактивного диоксида углерода, проходящего через различные химические стадии, а также для дефектоскопии (визуализация проникшего криптона-85).
Фотографическое изображение распределения радиоактивных веществ, полученное методом авторадиографии, называется авторадиограммой, или радиоавтографом.